# العلاقات الدومينيكانية الكينية
العلاقات الدومينيكانية الكينية هي العلاقات الثنائية التي تجمع بين جمهورية الدومينيكان وكينيا.

## مقارنة بين البلدين
هذه مقارنة عامة ومرجعية للدولتين:
| وجه المقارنة                                              | جمهورية الدومينيكان | كينيا                         |
| --------------------------------------------------------- | ------------------- | ----------------------------- |
| المساحة (كم2)                                             | 48.67 ألف           | 581.31 ألف                    |
| عدد السكان (نسمة)                                         | 10.40 مليون         | 48.47 مليون                   |
| الكثافة السكانية (ن./كم²)                                 | 213.68              | 83.38                         |
| العاصمة                                                   | سانتو دومينغو       | نيروبي                        |
| اللغة الرسمية                                             | اللغة الإسبانية     | اللغة السواحلية، لغة إنجليزية |
| العملة                                                    | بيزو دومنيكاني      | شيلينغ كيني                   |
| الناتج المحلي الإجمالي (بليون دولار)                      | 75.93 مليار         | 74.94 مليار                   |
| الناتج المحلي الإجمالي (تعادل القوة الشرائية) بليون دولار | 149.89 مليار        | 142.24 مليار                  |
| الناتج المحلي الإجمالي الاسمي للفرد دولار أمريكي          | 6.47 ألف            | 1.38 ألف                      |
| الناتج المحلي الإجمالي للفرد دولار أمريكي                 | 13.26 ألف           | 2.95 ألف                      |
| مؤشر التنمية البشرية                                      | 0.715               | 0.548                         |
| رمز المكالمات الدولي                                      | +1809، +1829، +1849 | +254                          |
| رمز الإنترنت                                              | .do                 | .ke                           |
| المنطقة الزمنية                                           | 00                  | ت ع م+03:00                   |

## منظمات دولية مشتركة
يشترك البلدان في عضوية مجموعة من المنظمات الدولية، منها:
| علم المنظمة | اسم المنظمة                                 | تاريخ انضمام جمهورية الدومينيكان | تاريخ انضمام كينيا |
| ----------- | ------------------------------------------- | -------------------------------- | ------------------ |
|             | الاتحاد البريدي العالمي                     | ?                                | ?                  |
|             | يونسكو                                      | 4 نوفمبر 1946                    | 7 أبريل 1964       |
|             | البنك الدولي للإنشاء والتعمير               | 18 سبتمبر 1961                   | 3 فبراير 1964      |
|             | منظمة التجارة العالمية                      | ?                                | 1995               |
|             | وكالة ضمان الاستثمار متعدد الأطراف          | 7 مارس 1997                      | 28 نوفمبر 1988     |
|             | منظمة الشرطة الجنائية الدولية               | ?                                | ?                  |
|             | مؤسسة التمويل الدولية                       | 31 أكتوبر 1961                   | 3 فبراير 1964      |
|             | الأمم المتحدة                               | 24 أكتوبر 1945                   | 16 ديسمبر 1963     |
|             | مجموعة دول أفريقيا والكاريبي والمحيط الهادئ | ?                                | ?                  |
|             | مؤسسة التنمية الدولية                       | 16 نوفمبر 1962                   | 3 فبراير 1964      |
|             | منظمة حظر الأسلحة الكيميائية                | ?                                | ?                  |

## وصلات خارجية
- موقع وزارة الخارجية الكينية